# Marie-Madeleine Rigopoulos
Marie-Madeleine Rigopoulos (née le 30 septembre 1974 à Athènes en Grèce) est une journaliste littéraire franco-grecque, chroniqueuse littéraire au Nouvel Économiste[réf. souhaitée], directrice artistique du Festival du Livre de Paris de 2021 à 2023[réf. souhaitée]. Ancienne chroniqueuse littéraire sur Europe 1 et France Inter, elle a également été commissaire générale du festival Livre sur la Place de Nancy de 2019 à 2021.

## Biographie

### Jeunesse et formation
Fille d'un officier de la marine marchande, Marie-Madeleine Rigopoulos naît le 30 septembre 1974 à Athènes, en Grèce. Elle y vit jusqu'à ses 25 ans, tout en faisant des séjours à Paris et à Dakar,.
Elle fait ses études au Conservatoire d'art dramatique d'Athènes, puis travaille comme comédienne et assistante metteuse en scène.

### Chroniqueuse littéraire
En 2001, Marie-Madeleine Rigopoulos s'installe à Paris, où elle commence une carrière de journaliste et chroniqueuse littéraire. Elle fait ses débuts à la station de radio Europe 1, travaillant au « téléphone rouge ». Par la suite, elle devient l'assistante de Jean-Pierre Elkabbach dans ses émissions, où elle effectue des chroniques littéraires. Elle devient également conseillère littéraire et programmatrice de l'émission Bibliothèque Médicis sur Public Sénat,.
En 2008, elle rejoint France Inter, où elle tient une chronique littéraire au sein de l'émission Cosmopolitaine de Paula Jacques jusqu'en 2016,.

### Livre sur la Place de Nancy
En parallèle de son activité à la radio, Marie-Madeleine Rigopoulos se met à travailler pour le Salon du livre de Paris à partir de 2009, où elle devient directrice de la programmation. C'est là qu'elle rencontre Françoise Rossinot, commissaire générale du festival Livre sur la Place, qui lui propose de venir travailler pour elle à Nancy,.
En 2013, elle part donc travailler pour le festival nancéien, devenant l'adjointe de Françoise Rossinot,. Fin 2018, cette dernière ayant été nommée déléguée générale de l'Académie Goncourt, Marie-Madeleine Rigopoulos est pressentie pour lui succéder. Sa nomination en tant que nouvelle commissaire générale du Livre sur la Place est officialisée en février 2019.
Pendant 3 ans, elle effectue la programmation de ce festival. La qualité de son travail est remarquée, Mohammed Aïssaoui saluant par exemple dans Le Figaro « une programmation soignée, qui touch[e] aussi bien les passionnés de littérature que le grand public » ainsi que « des innovations, des débats et des rencontres riches et diversifiées ». Elle y lance notamment le « Prix Ginkgo du livre audio », présidé par le comédien Thibault de Montalembert.
Mi-septembre 2021, elle démissionne cependant de ses fonctions et retourne à Paris, pointant du doigt « la lourdeur d’un système qui aura fini par [lui] échapper complètement ».

### Festival du Livre de Paris
Le 20 septembre 2021, Marie-Madeleine Rigopoulos est nommée directrice artistique du Festival du Livre de Paris (alors dénommé « Livre Paris », successeur du Salon du livre de Paris), par le Syndicat national de l'édition. Cette nomination arrive dans un contexte particulier pour ce festival littéraire, absent pendant 2 ans à cause de l'épidémie de Covid-19, et devant se dérouler pour la première fois au Grand Palais éphémère après 40 ans passés au parc des expositions de la Porte de Versailles.